# Marshall Sahlins
Marshall David Sahlins (27. prosince 1930, Chicago, Illinois, USA – 5. dubna 2021, Chicago) byl americký antropolog, který působil jako emeritní profesor na Chicagské univerzitě. Významně se podílel na formulování antropologických teorií ve druhé polovině 20. století. Věnoval se mimo jiné studiu tichomořských kultur (Havajské ostrovy, Fidži). Řadí se mezi zakladatele historické antropologie.

## Život
Studoval na Michiganské univerzitě, kde patřil k žákům neovelucionisty Leslieho Whita. Doktorát získal v roce 1954 na Kolumbijské univerzitě, kde ho ovlivnili starší studenti jako byli Eric Wolf, Morton Fried a Sydney Mintz kteří byli orientováni na politickou ekonomii, dílo Karla Marxe a Karla Polanyiho. Poté vyučoval na Michiganské univerzitě a zapojil se do hnutí proti válce ve Vietnamu. Na sklonku 60. let působil působil dva roky jako hostující profesor v Paříži, kde studoval dílo strukturalisty Clauda Levi Strause. Od roku 1973 působí na Chicagské univerzitě, kde byl v roce 1997 jmenován emeritním profesorem. Po teroristických útocích z 11. září 2001 se soustředil na politickou antropologii a studium války. V roce 2013 vystoupil z americké Národní akademie věd (NAS). Mezi důvody uvedl mimo jiné spolupráci této nevládní instituce s americkou armádou. Sahlins napsal více než deset knih, řadu esejů a působil jako nakladatel v Prickly Paradigm Press.

## Vybraná bibliografie
- Evolution and Culture, 1960
- Stone Age Economics (1972)
- Culture and Practical Reason (1976)
- The Use and Abuse of Biology: An Anthropological Critique of Sociobiology (1976)
- Historical Metaphors and Mythical Realities: Structure in the Early History of the Sandwich Islands Kingdom (1981)
- Islands of History (1985)
- How "Natives" Think (1995)
- Apologies to Thucydides: Understanding History as Culture and Vice Versa (2004)